# Empoli F.C.
Câu lạc bộ bóng đá Empoli, thường được gọi là Empoli, là một câu lạc bộ bóng đá Ý có trụ sở tại Empoli, Thành phố đô thị Florence. Được thành lập vào năm 1920, đội bóng là một phần của một nhóm chọn lọc các câu lạc bộ bóng đá Ý không có trụ sở tại một thành phố thủ phủ của tỉnh đã tham gia Serie A.
Empoli đã dành phần lớn lịch sử của mình cho bóng đá chuyên nghiệp. Empoli đã thi đấu ở các giải đấu châu Âu một lần, trong đó họ bị loại ở vòng loại của UEFA Cup 2007–08.

## Danh hiệu
Các cúp quốc gia
• Vô địch Ý 1980-1981
Quốc tế
• Vô địch Châu Âu 1980-1981

## Cầu thủ

### Đội hình hiện tại
Tính đến ngày 2/9/2024.
Ghi chú: Quốc kỳ chỉ đội tuyển quốc gia được xác định rõ trong điều lệ tư cách FIFA. Các cầu thủ có thể giữ hơn một quốc tịch ngoài FIFA.
| Số | VT | Quốc gia    | Cầu thủ                             |
| -- | -- | ----------- | ----------------------------------- |
| 1  | TM | Ý           | Samuele Perisan                     |
| 2  | HV | Gruzia      | Saba Goglichidze                    |
| 3  | HV | Ý           | Giuseppe Pezzella                   |
| 5  | TV | Ý           | Alberto Grassi                      |
| 6  | TV | Scotland    | Liam Henderson                      |
| 7  | HV | Pháp        | Junior Sambia (mượn từ Salernitana) |
| 8  | TV | Anh         | Tino Anjorin                        |
| 9  | TĐ | Ý           | Pietro Pellegri (mượn từ Torino)    |
| 10 | TV | Ý           | Jacopo Fazzini                      |
| 11 | TĐ | Ghana       | Emmanuel Gyasi                      |
| 13 | HV | New Zealand | Liberato Cacace                     |
| 15 | HV | Gruzia      | Saba Sazonov (mượn từ Torino)       |
| 16 | TV | Ý           | Luca Belardinelli                   |
| 17 | TĐ | Na Uy       | Ola Solbakken (mượn từ AS Roma)     |

| Số | VT | Quốc gia  | Cầu thủ                                   |
| -- | -- | --------- | ----------------------------------------- |
| 19 | TĐ | Thụy Điển | Emmanuel Ekong                            |
| 21 | HV | Ý         | Mattia Viti (mượn từ Nice)                |
| 22 | HV | Ý         | Mattia De Sciglio (mượn từ Juventus)      |
| 23 | TM | Colombia  | Devis Vásquez (mượn từ AC Milan)          |
| 24 | HV | Nigeria   | Tyronne Ebuehi                            |
| 27 | TV | Ba Lan    | Szymon Żurkowski (mượn từ Spezia)         |
| 29 | TĐ | Ý         | Lorenzo Colombo (mượn từ AC Milan)        |
| 32 | TV | Thụy Sĩ   | Nicolas Haas                              |
| 34 | HV | Albania   | Ardian Ismajli                            |
| 35 | HV | Ý         | Luca Marianucci                           |
| 93 | TV | Maroc     | Youssef Maleh (mượn từ Lecce)             |
| 98 | TM | Ý         | Federico Brancolini                       |
| 99 | TĐ | Ý         | Sebastiano Esposito (mượn từ Inter Milan) |

### Đội trẻ
Tính đến ngày 2/9/2024
Ghi chú: Quốc kỳ chỉ đội tuyển quốc gia được xác định rõ trong điều lệ tư cách FIFA. Các cầu thủ có thể giữ hơn một quốc tịch ngoài FIFA.
| Số | VT | Quốc gia | Cầu thủ         |
| -- | -- | -------- | --------------- |
| 12 | TM | Ý        | Jacopo Seghetti |
| 31 | HV | Ý        | Lorenzo Tosto   |

| Số | VT | Quốc gia | Cầu thủ      |
| -- | -- | -------- | ------------ |
| 39 | TĐ | Ukraina  | Bogdan Popov |

### Các cầu thủ khác trong hợp đồng
Tính đến ngày 6/9/2024
Ghi chú: Quốc kỳ chỉ đội tuyển quốc gia được xác định rõ trong điều lệ tư cách FIFA. Các cầu thủ có thể giữ hơn một quốc tịch ngoài FIFA.
| Số | VT | Quốc gia | Cầu thủ            |
| -- | -- | -------- | ------------------ |
| —  | TM | Ý        | Valerio Biagini    |
| —  | TM | Ý        | Filippo Campinotti |
| —  | HV | Ý        | Giacomo Siniega    |

| Số | VT | Quốc gia | Cầu thủ      |
| -- | -- | -------- | ------------ |
| —  | HV | Bỉ       | Noah Stassin |
| —  | HV | Ba Lan   | Szymon Gaj   |

### Cho mượn
Tính đến ngày 2/9/2024
Ghi chú: Quốc kỳ chỉ đội tuyển quốc gia được xác định rõ trong điều lệ tư cách FIFA. Các cầu thủ có thể giữ hơn một quốc tịch ngoài FIFA.
| Số | VT | Quốc gia | Cầu thủ                                          |
| -- | -- | -------- | ------------------------------------------------ |
| —  | TM | Ý        | Niccolò Chiorra (tại Carrarese đến 30/6/2025)    |
| —  | TM | Slovenia | Lovro Štubljar (tại NK Celje đến 30/6/2025)      |
| —  | HV | Ý        | Gabriele Guarino (tại Carrarese đến 30/6/2025)   |
| —  | HV | Ý        | Filippo Maggini (tại Pontedera đến 30/6/2025)    |
| —  | HV | Ý        | Matteo Morelli (tại Gavorrano đến 30/6/2025)     |
| —  | HV | Slovenia | Petar Stojanović (tại Salernitana đến 30/6/2025) |

| Số | VT | Quốc gia   | Cầu thủ                                              |
| -- | -- | ---------- | ---------------------------------------------------- |
| —  | TV | Ý          | Duccio Degli Innocenti (tại Spezia đến 30/6/2025)    |
| —  | TV | Ý          | Lorenzo Ignacchiti (tại Reggiana đến 30/6/2025)      |
| —  | TV | Ba Lan     | Iwo Kaczmarski (tại Miedź Legnica đến 30/6/2025)     |
| —  | TV | Ý          | Andrea Sodero (tại Atalanta U23 đến 30/6/2025)       |
| —  | TĐ | Bồ Đào Nha | Herculano Nabian (tại União de Leiria đến 30/6/2025) |
| —  | TĐ | Albania    | Stiven Shpendi (tại Carrarese đến 30/6/2025)         |

## Ban huấn luyện
Tính đến ngày 18/12/2023
| Chức vụ                | Tên                                            |
| ---------------------- | ---------------------------------------------- |
| Huấn luyện viên trưởng | Aurelio Andreazzoli                            |
| Cộng tác viên kỹ thuật | Stefano Bianconi Alessio Aliboni               |
| HLV thủ môn            | Vincenzo Sicignano                             |
| HLV thể hình           | Francesco Chinnici Rocco Perrotta Andrea Vieri |
| HLV phục hồi chức năng | Paolo Giordani                                 |
| Nhà phân tích trận đấu | Luigi Nocentini Giampiero Pavone               |
| Trưởng ban Y tế        | Luca Gatteschi                                 |
| Bác sĩ câu lạc bộ      | Jacopo Giuliattini Giuseppe Anania             |
| Chuyên gia dinh dưỡng  | Marta Pieraccioli                              |
| Nhà vật lý trị liệu    | Mirco Baldini Francesco Marino Claudio Patti   |
| Bác sĩ chân            | Daniele Palla                                  |
| Trang phục             | Luca Batini Sauro Spera                        |